# Боасиз ла Бертран
Боасиз ла Бертран (фр. Boissise-la-Bertrand) је насељено место у Француској у региону Париски регион, у департману Сена и Марна.
По подацима из 2011. године у општини је живело 1068 становника, а густина насељености је износила 136,92 становника/km².

## Демографија
| 1962. | 1968. | 1975. | 1982. | 1990. | 2011. |
| ----- | ----- | ----- | ----- | ----- | ----- |
| 355   | 392   | 541   | 697   | 788   | 1.068 |